# Regiunea Plateau-Central
Plateau-Central este o diviziune administrativă de gradul I din Burkina Faso. Regiunea, înființată la data de 2 iulie 2001, cuprinde un număr de 3 provincii: Ganzourgou, Kourwéogo și Oubritenga. Reședința regiunii este orașul Ziniaré.
| Provincia  | Reședința | Populația (2006) |
| ---------- | --------- | ---------------- |
| Ganzourgou | Zorgho    | 319.830          |
| Kourwéogo  | Boussé    | 136.017          |
| Oubritenga | Ziniaré   | 237.290          |